# Asko❘Schönberg
Asko|Schönberg is een Nederlands ensemble voor hedendaagse klassieke muziek. Het ensemble voert in een bezetting van vijf tot 50 instrumenten gecomponeerde muziek uit de 20e en 21e eeuw uit. Reinbert de Leeuw was tot zijn overlijden in februari 2020 de chef-dirigent.

## Achtergrond
Asko|Schönberg ontstond in 2009 uit een fusie van het Asko Ensemble en Schönberg Ensemble. Het eerste concert waarin beide ensembles de krachten bundelden, vond plaats op 27 oktober 1987 in de Grote Zaal van het Concertgebouw in Amsterdam. Het was het eerste concert in een nieuwe serie waarin de ensembles een groter publiek probeerden te bereiken in de vier grootste concertzalen van Nederland. Op het programma stond Messiaens Des canyons aux étoiles, dat later nog vele malen is uitgevoerd in Nederland en daarbuiten. Vanaf dit moment vonden er regelmatig gezamenlijke concerten plaats. De samenwerking bood immers de mogelijkheid het repertoire uit te breiden tot alle niet-symfonische muziek van de 20ste en 21ste eeuw.

## Repertoire
De muziek die Asko|Schönberg uitvoert is niet alleen van grote, gevestigde namen als Andriessen, Goebaidoelina, Kagel, Kurtág, Ligeti, Rihm en Stockhausen, maar ook van jongere componisten als Van der Aa, Hirs, Padding, Widmann en Zuidam, en van de jongste generatie, van wier muziek de inkt nog nat is. Maar ook de grondleggers van de twintigste-eeuwse muziek komen ruimschoots aan bod: van Weill tot Schönberg en van Stravinsky tot Messiaen.
Hoogtepunten waren wereldpremières van achtereenvolgens Julian Anderson, Martijn Padding, Hans Abrahamsen, Otto Ketting, Valery Voronov, Julia Wolfe en Guus Janssen, de reprise van Michel van der Aas opera After Life (in Amsterdam, Lyon en Londen), een nieuwe, zeer succesvolle samenwerking met de Duitse componist Jörg Widmann, de uitvoering van Boulez' meesterwerk Répons in Rotterdam en Keulen, uitvoeringen in Oostenrijk en Spanje van Im wunderschönen Monat Mai (Reinbert de Leeuws bewerking van liederen van Schubert en Schumann) en uitvoeringen van Andriessens La Commedia in Los Angeles en New York. Op het Holland Festival gaf het ensemble de eerste Nederlandse uitvoering van Harrison Birtwistles eenakter The Corridor in een sobere regie van Pierre Audi. Tijdens het Holland Festival 2009 vierde het uitvoerig de zeventigste verjaardag van Louis Andriessen, herdacht het de dood van Mauricio Kagel en voerde het het volledige werk uit van Edgard Varèse. In 2013 werd dirigent en oprichter van het ensemble Reinbert de Leeuw vanwege zijn 75ste verjaardag geëerd met een festival in Amsterdam en Den Haag. Het jaar daarop was componist Louis Andriessen het middelpunt van een festival rond zijn 75ste verjaardag.
Het ensemble maakte concertreizen naar Australië, België, Duitsland, Engeland, Frankrijk, Indonesië, Polen en Spanje.

## Dirigenten
Naast voormalig chef-dirigent Reinbert de Leeuw werkt Asko|Schönberg geregeld met gastdirigenten als Oliver Knussen, Stefan Asbury, Emilio Pomárico, Peter Eótvös, Bas Wiegers, Alejo Pérez en Clark Rundell.

## Educatie
Asko|Schönberg organiseert jaarlijks educatieve projecten voor basisschoolleerlingen en compositieprojecten voor middelbare scholieren en werkt samen met compositieafdelingen van conservatoria.

## Speciale projecten
In 2018 startte Club Guy & Roni samen met Noord Nederlands Toneel, Asko|Schönberg en Slagwerk Den Haag de interdisciplinaire beweging NITE. Onder de naam NITE brengen deze gezelschappen jaarlijks een grote zaalproductie uit die door Nederland tourt. NITE-producties kenmerken zich doordat zij werken volgens de regels van het NITE Manifest.